# Striguny
Striguny (ros. Стригуны) – wieś w Rosji, w obwodzie biełgorodzkim, w rejonie borisowskim. W 2010 liczyła 1913 mieszkańców.